# Uniwersytet Panoński
Uniwersytet Panoński (węg. Pannon Egyetem) – państwowa uczelnia wyższa z główną siedzibą w Veszprémie na Węgrzech.
W 1949 roku w Veszprémie, gdzie znajdowały się zakłady chemiczne, utworzono Wydział Ciężkiego Przemysłu Chemicznego należący do Uniwersytetu Technicznego w Budapeszcie. W 1951 roku wydział wydzielono ze struktur macierzystej uczelni, tworząc samodzielny Uniwersytet Przemysłu Chemicznego w Veszprémie. Początkowo edukacja koncentrowała się na różnych działach technologii chemicznej; na uczelni funkcjonowały katedry: technologii ropy i węgla, przemysłu elektrochemicznego, przemysłu nieorganicznego oraz technologii krzemianów. W późniejszym czasie poszerzano działalność o nowe obszary.
W roku 1990 zmieniono nazwę uczelni na Uniwersytet w Veszprémie (Veszprémi Egyetem), a w 2006 na Uniwersytet Panoński, nawiązując do Kotliny Panońskiej.

## Wydziały
- Wydział Neofilologii i Nauk Społecznych
- Wydział Inżynierii
- Wydział Zarządzania i Ekonomii
- Wydział Technologii Informatycznych
- Wydział Rolniczy (zlokalizowany w Keszthely)